# وادي أباد (تشارك)
وادي أباد (بالفارسية: وادی‌آباد) هي قرية تقع في إيران في هرمزغان. يقدر عدد سكانها بـ 35 نسمة .